# Tjulenj (Dagestan)
Otok Tjulenj (rus. Тюлений – tuljanski otok) je nenaseljeni otok u Kaspijskom jezeru. Nalazi se 47 km istočno od dagestanske obale, u Kaspijskom jezeru, blizu ulaza u Kizljarski zaljev.

## Geografija
Otok je dug 10 km, a širok 6 km. Na njemu je meteorološka stanica.
Na Tjulenju ima mnogo kaspijskih tuljana, otuda i njegovo ime (rus. Тюлений – tuljani). Budući da su dijelovi otoka močvarni, ima i mnogo ptica.
Administrativno, otok pripada Republici Dagestan, federalnom subjektu Ruske Federacije.

### Klima
Otok Tjulenj ima hladnu pustinjsku klimu (Köppen BWk). Godišnja količina padalina za otok Tjulenj je 187 mm, što ga čini najsušnijom regijom u Rusiji.

## Objekti na otoku
- Ruševine škole
- Groblje
- Napuštena lučka oprema
- Ruševine
- Meteorološka stanica
- Napušteni strojevi

## Vanjske poveznice
|  | Zajednički poslužitelj ima još gradiva o temi Tjulenj (Dagestan) |

- Radio operators